# Nati nel 1749
| Questa pagina contiene informazioni ricavate automaticamente dalle voci biografiche con l'ausilio del template Bio e di un bot. L'aggiornamento è periodico e automatico e ricostruisce completamente la pagina. Se manca una persona in questa lista, sei pregato di non aggiungerla, ma accertati piuttosto che la sua voce biografica contenga il template Bio e che i dati anagrafici siano correttamente compilati. Se il template Bio manca, inseriscilo tu stesso o, in alternativa, metti l'avviso {{tmp\|Bio}} che ne segnala la mancanza. Se i dati riportati sono sbagliati, correggi direttamente la voce biografica; le modifiche saranno visibili in questa lista entro pochi giorni. Per chiarimenti vedi il progetto biografie. La lista contiene solo le 156 persone che sono citate nell'enciclopedia e per le quali è stato implementato correttamente il template Bio. Pagina aggiornata al 18 ago 2025. |

## Gennaio(11)
- 1º gennaio - Luigi Francesco di Borbone-Busset, generale francese († 1829)
- 1º gennaio - Anne-Antoine-Jules de Clermont-Tonnerre, cardinale e arcivescovo cattolico francese († 1830)
- 8 gennaio - Angelo Venturoli, architetto italiano († 1821)
- 12 gennaio - Ferdinand von Trauttmansdorff, diplomatico e politico austriaco († 1827)
- 13 gennaio - Friedrich Müller, poeta, drammaturgo e pittore tedesco († 1825)
- 16 gennaio - Vittorio Alfieri, drammaturgo, poeta e scrittore italiano († 1803)
- 19 gennaio - Casimira di Anhalt-Dessau, nobile († 1778)
- 21 gennaio - Chaim Ickovits, filosofo e teologo polacco († 1821)
- 24 gennaio - Charles James Fox, politico britannico († 1806)
- 27 gennaio - Franz Karl Alter, gesuita, filologo classico e insegnante austriaco († 1804)
- 29 gennaio - Cristiano VII di Danimarca, re († 1808)

## Febbraio(12)
- 1º febbraio - Franz Xaver von Salm-Reifferscheidt-Krautheim, cardinale austriaco († 1822)
- 2 febbraio - Ferdinand Ernst Maria von Bissingen-Nippenburg, ufficiale e politico austriaco († 1831)
- 2 febbraio - Mathurin Crucy, architetto e urbanista francese († 1826)
- 2 febbraio - Jacques Louis François Delaistre de Tilly, generale francese († 1822)
- 9 febbraio - Claude-Louis Petiet, politico e generale francese († 1806)
- 16 febbraio - Wilhelm Heinse, scrittore tedesco († 1803)
- 20 febbraio - Georg Karl von Fechenbach, vescovo cattolico tedesco († 1808)
- 22 febbraio - Johann Nikolaus Forkel, musicologo e organista tedesco († 1818)
- 23 febbraio - Gertrud Elisabeth Mara, soprano tedesco († 1833)
- 24 febbraio - Mary Eleanor Bowes, nobildonna britannica († 1800)
- 25 febbraio - John Chetwynd-Talbot, I conte Talbot, nobile e politico inglese († 1793)
- 25 febbraio - André Jeanbon Saint André, politico e rivoluzionario francese († 1813)

## Marzo(13)
- 2 marzo - Cesare Guerrieri Gonzaga, cardinale italiano († 1832)
- 4 marzo - Florence, attore teatrale francese († 1816)
- 4 marzo - Romualdo Antonio Mon y Velarde, arcivescovo cattolico spagnolo († 1819)
- 5 marzo - Friederike von Alvensleben, attrice teatrale, drammaturga e librettista tedesca († 1799)
- 9 marzo - Honoré Gabriel Riqueti de Mirabeau, politico, scrittore e diplomatico francese († 1791)
- 10 marzo - Lorenzo Da Ponte, presbitero, poeta e librettista italiano († 1838)
- 13 marzo - William FitzGerald, II duca di Leinster, nobile, politico e poeta irlandese († 1804)
- 16 marzo - Joseph Richter, scrittore e poeta austriaco († 1813)
- 19 marzo - Luigi Fantoni, storico e letterato italiano († 1808)
- 19 marzo - Luisa Anna di Hannover, principessa inglese († 1768)
- 23 marzo - Pierre Simon Laplace, matematico, fisico e astronomo francese († 1827)
- 28 marzo - Antonio Maria Doria Pamphilj, cardinale italiano († 1821)
- 30 marzo - Tiberio Cavallo, fisico italiano († 1809)

## Aprile(10)
- 4 aprile - Vincenzo De Filippis, matematico, filosofo e patriota italiano († 1799)
- 5 aprile - Tommaso Puccini, gallerista italiano († 1811)
- 6 aprile - Giovanna Sestini, soprano italiano († 1814)
- 9 aprile - Camillo Federici, drammaturgo e attore teatrale italiano († 1802)
- 10 aprile - Conrad Heyer, militare statunitense († 1856)
- 11 aprile - Adélaïde Labille-Guiard, pittrice francese († 1803)
- 17 aprile - Pierre-Yves Barré, commediografo e paroliere francese († 1832)
- 18 aprile - Richard Pickersgill, ufficiale britannico († 1779)
- 23 aprile - Louis-Auguste Juvénal des Ursins d'Harville, nobile, militare e politico francese († 1815)
- 27 aprile - Fortuné-Charles de Mazenod, vescovo cattolico francese († 1840)

## Maggio(8)
- 1º maggio - Luigia Giuli Vaccolini, artista italiana († 1811)
- 4 maggio - Charlotte Turner Smith, poetessa e scrittrice britannica († 1806)
- 5 maggio - Jean-Frédéric Edelmann, compositore francese († 1794)
- 11 maggio - George Cholmondeley, I marchese di Cholmondeley, politico e nobile britannico († 1827)
- 15 maggio - Levi Lincoln senior, politico statunitense († 1820)
- 17 maggio - Edward Jenner, medico e naturalista britannico († 1823)
- 22 maggio - Giuseppe Calandrelli, astronomo e matematico italiano († 1827)
- 27 maggio - Lotario Tomba, architetto italiano († 1823)

## Giugno(12)
- 4 giugno - Giuseppe Maria Capodieci, presbitero e archeologo italiano († 1828)
- 4 giugno - Adolphus Ypey, botanico olandese († 1822)
- 5 giugno - Jenny von Voigts, scrittrice tedesca († 1814)
- 7 giugno - Nicolas Haxo, generale francese († 1794)
- 9 giugno - Pierre Paulin Gourrège, militare francese († 1805)
- 11 giugno - Louise Elisabeth de Croÿ, scrittrice francese († 1832)
- 12 giugno - August Franz Heinrich Naumann, militare e pittore tedesco († 1795)
- 13 giugno - Antonia del Liechtenstein, principessa austriaca († 1813)
- 15 giugno - Georg Joseph Vogler, compositore, organista e insegnante tedesco († 1814)
- 16 giugno - Gottlieb Conrad Christian Storr, medico, naturalista e chimico tedesco († 1821)
- 18 giugno - Alexandre Bultos, attore teatrale belga († 1787)
- 19 giugno - Collot d'Herbois, attore teatrale, drammaturgo e politico francese († 1796)

## Luglio(10)
- 6 luglio - Francesco Favi, diplomatico e mecenate italiano († 1823)
- 6 luglio - Berardo Quartapelle, scienziato e agronomo italiano († 1804)
- 9 luglio - Anna Michajlovna Volkonskaja, nobildonna russa († 1824)
- 11 luglio - Pasquale Baffi, grecista, bibliotecario e rivoluzionario italiano († 1799)
- 12 luglio - Giuseppe Maria Puppo, compositore, violinista e direttore d'orchestra italiano († 1827)
- 16 luglio - Cyrus Griffin, politico statunitense († 1810)
- 20 luglio - Louis-Pierre Deseine, scultore francese († 1822)
- 26 luglio - Laurence Parsons, I conte di Rosse, nobile e politico irlandese († 1807)
- 26 luglio - John Warwick Smith, pittore e illustratore inglese († 1831)
- 30 luglio - Christoph von Benckendorff, generale russo († 1823)

## Agosto(9)
- 3 agosto - Friedrich August Joseph von Nauendorf, generale tedesco († 1801)
- 5 agosto - Domenico Alberto Azuni, giurista e magistrato italiano († 1827)
- 10 agosto - John Edwin, attore teatrale e scrittore inglese († 1790)
- 10 agosto - Christian August Lorentzen, pittore danese († 1828)
- 20 agosto - Aleksandr Nikolaevič Radiščev, scrittore russo († 1802)
- 21 agosto - Edvard Storm, poeta e pedagogista norvegese († 1794)
- 22 agosto - Alfonso Muzzarelli, teologo e gesuita italiano († 1813)
- 27 agosto - James Madison, vescovo anglicano statunitense († 1812)
- 28 agosto - Johann Wolfgang von Goethe, scrittore, poeta e drammaturgo tedesco († 1832)

## Settembre(13)
- 1º settembre - Michelangelo Monti, poeta italiano († 1823)
- 8 settembre - Mariano Álvarez de Castro, generale spagnolo († 1810)
- 8 settembre - Dominique-Joseph Garat, scrittore e politico francese († 1833)
- 8 settembre - Yolande de Polastron, duchessa de Polignac, nobildonna francese († 1793)
- 8 settembre - Maria Teresa Luisa di Savoia-Carignano, principessa († 1792)
- 13 settembre - Carlo Francesco Albani, III principe di Soriano nel Cimino, nobile italiano († 1817)
- 15 settembre - Francesco Mengotti, economista e politico italiano († 1830)
- 17 settembre - Juan Agustín Ceán Bermúdez, storico dell'arte e pittore spagnolo († 1829)
- 19 settembre - Jean-Baptiste Delambre, astronomo e matematico francese († 1822)
- 22 settembre - Angélique D'Hannetaire, attrice teatrale e soprano francese († 1822)
- 24 settembre - José de Ribas, ammiraglio italiano († 1800)
- 25 settembre - Abraham Gottlob Werner, geologo e mineralogista tedesco († 1817)
- 30 settembre - Joseph Jérôme Siméon, politico francese († 1842)

## Ottobre(12)
- 2 ottobre - Augusta Dorotea di Brunswick-Wolfenbüttel, principessa († 1810)
- 4 ottobre - Jean-Louis Duport, violoncellista e compositore francese († 1819)
- 8 ottobre - Rosalie Levasseur, soprano francese († 1826)
- 8 ottobre - Carlo Felice Soave, architetto svizzero († 1803)
- 9 ottobre - Egid Joseph Karl von Fahnenberg, diplomatico e giudice austriaco († 1827)
- 10 ottobre - Martin Vahl, botanico e zoologo norvegese († 1804)
- 17 ottobre - Konrad Langenegger, carpentiere svizzero († 1818)
- 21 ottobre - Tadeusz Brzozowski, gesuita polacco († 1820)
- 25 ottobre - Marie Le Masson Le Golft, scrittrice e naturalista francese († 1826)
- 25 ottobre - Erik Magnus Staël von Holstein, nobile e diplomatico svedese († 1802)
- 27 ottobre - Joseph Strutt, incisore inglese († 1802)
- 30 ottobre - Angelo Cesaris, gesuita e astronomo italiano († 1832)

## Novembre(10)
- 3 novembre - Daniel Rutherford, chimico britannico († 1819)
- 5 novembre - Adélaïde-Marie Champion de Cicé, religiosa francese († 1818)
- 5 novembre - Sergej Fëdorovič Golicyn, generale russo († 1810)
- 10 novembre - Scipione Piattoli, scrittore, politico e prete italiano († 1809)
- 10 novembre - Iacopo Vittorelli, poeta, librettista e letterato italiano († 1835)
- 15 novembre - Václav Leopold Chlumčanský, nobile e arcivescovo cattolico ceco († 1830)
- 17 novembre - Nicolas Appert, inventore francese († 1841)
- 19 novembre - Giovanni Battista Staffieri, stuccatore e scultore svizzero († 1808)
- 23 novembre - Edward Rutledge, politico e militare statunitense († 1800)
- 30 novembre - Vitangelo Bisceglia, botanico e agronomo italiano († 1817)

## Dicembre(10)
- 10 dicembre - Girolamo Grossi, monaco cristiano e architetto svizzero († 1809)
- 13 dicembre - Francisco Javier de Lizana y Beaumont, arcivescovo cattolico spagnolo († 1815)
- 15 dicembre - Alois Ugarte, politico e nobile boemo († 1817)
- 16 dicembre - Pietro Gravina, cardinale e arcivescovo cattolico italiano († 1830)
- 17 dicembre - Domenico Cimarosa, compositore italiano († 1801)
- 20 dicembre - Abraham Bennet, fisico inglese († 1799)
- 21 dicembre - Alexandre Ferdinand Léonce Lapostolle, fisico francese († 1831)
- 22 dicembre - Gioacchino Egon di Fürstenberg-Weitra, nobile tedesco († 1828)
- 24 dicembre - Karl Gottfried Hagen, chimico tedesco († 1829)
- 30 dicembre - Antonín Kraft, violoncellista e compositore ceco († 1820)

## Senza giorno specificato(26)
- Manuel Inácio da Silva Alvarenga, poeta brasiliano († 1814)
- Gennaro Astarita, compositore italiano († 1805)
- Benjamin Bell, chirurgo scozzese († 1806)
- Francesco Bellati, storico, numismatico e economista italiano († 1819)
- Venanzio Bisini, pittore italiano
- Thomas Burke, incisore e pittore irlandese († 1815)
- José Raimundo Carrillo, militare statunitense († 1809)
- Thomas Daniell, pittore inglese († 1840)
- Leopoldo De Renzis, militare italiano († 1799)
- Felice Guascone, pittore e incisore italiano († 1830)
- Salvador Gurri, scultore spagnolo († 1819)
- John Ingleby, pittore e miniaturista britannico († 1808)
- Tommaso III Malaspina, nobile italiano († 1834)
- Pier Antonio Meneghelli, scrittore e drammaturgo italiano († 1819)
- Fernando Miyares y Gonzáles, politico cubano († 1818)
- Simon-Pierre Mérard de Saint-Just, scrittore francese († 1812)
- Lorenzo Nannoni, chirurgo italiano († 1812)
- Nicodemo l'Agiorita, religioso e teologo greco († 1809)
- Justus Perthes, editore tedesco († 1816)
- Luis Antonio Pignatelli de Aragón y Gonzaga, nobile e militare spagnolo († 1801)
- Augustin-Charles Piroux, architetto e giurista francese († 1805)
- Luigi Pistocchi, pittore italiano
- Giovanni Battista Rodella, inventore italiano († 1834)
- Vincenzo Ruffo, architetto e teorico dell'architettura italiano († 1794)
- Giuseppe Vella, monaco cristiano e falsario maltese († 1814)
- George Walton, politico statunitense († 1804)